# Protosciaena bathytatos
Protosciaena bathytatos és una espècie de peix de la família dels esciènids i de l'ordre dels perciformes.

## Morfologia
- Els mascles poden assolir 42 cm de longitud total.[4][5]

## Alimentació
Menja principalment gambes i peixets.

## Hàbitat
És un peix marí, de clima tropical i demersal que viu entre 70-600 m de fondària.

## Distribució geogràfica
Es troba a l'oceà Atlàntic Occidental: Panamà, Colòmbia, Veneçuela i l'Illa de Trinitat.

## Observacions
És inofensiu per als humans.